# Seoul Open 1987
Il Seoul Open 1987 è stato un torneo di tennis giocato sul cemento. È stata la 1ª edizione del torneo, che fa parte del Nabisco Grand Prix 1987. Si è giocato a Seul in Corea del Sud dal 20 al 27 aprile 1987.

## Campioni

### Singolare maschile
Jim Grabb ha battuto in finale  Andre Agassi con il punteggio di 1–6, 6–4, 6–2

### Doppio maschile
Eric Korita /  Mike Leach hanno battuto in finale  Ken Flach /  Jim Grabb con il punteggio di 6–7, 6–1, 7–5